# چغا صیفور
چغا صیفور مربوط به دوران پیش از تاریخ ایران باستان تا دوره ساسانیان است و در شهرستان چرداول، بخش شیروان، روستای سراب واقع شده و این اثر در تاریخ ۱۲ شهریور ۱۳۸۰ با شمارهٔ ثبت ۳۸۵۲ به‌عنوان یکی از آثار ملی ایران به ثبت رسیده است.